# Огнян Ковачев
Огнян Борисов Ковачев е български литературовед и културолог, преводач от английски език и преподавател във Факултета по славянски филологии на Софийския университет „Св. Климент Охридски“. Автор е на първото в България цялостно изследване на европейския готически роман в неговите разнородни контексти.

## Биография
Огнян Ковачев завършва Първа езикова гимназия във Варна с английски и немски език (1980), след което – българска филология и английски език в СУ „Климент Охридски“ (1987). Доктор по западноевропейска литература с дисертация на тема „Готическият роман (1764 – 1820): генеалогия, жанрови и естетически трансформации“ (2004). Специализира в Оксфордския университет, колеж Крайст Чърч, по изследователски проект на тема „Аналогии между художествени и предкинематографични похвати в романа през ХІХ век“ (2007). Гост-лектор и изследовател по програма Фулбрайт в Пенсилванския университет във Филаделфия, САЩ (2011).

### Професионален опит
Учител по български език и литература в Техникума по корабостроене и корабоплаване и в Хуманитарната гимназия във Варна (1987 – 1989). Асистент в ИПКУ „Д-р Петър Берон“ във Варна (1990 – 1992). Асистент по антична и западноевропейска литература в ШУ „Константин Преславски“ (1992 – 1993).
Асистент (1993 – 1995), старши асистент (1995 – 1998), главен асистент (1998 – 2006) и доцент (от 2006) по антична и западноевропейска литература в СУ „Св. Климент Охридски“ (2006). Основател и съръководител е на първата по рода си у нас магистърска програма „Литература, кино и визуална култура“ в СУ „Климент Охридски“ (2008).
Гост-лектор в Нов български университет („Западната литературна традиция в българския училищен канон“, „Книгата и филмът в западния литературен канон“) (1996 – 2006) и в ЮЗУ „Неофит Рилски“ в Благоевград (по западноевропейска литература) (2005).
Лектор по български език, литература и култура в Школата по славистика и източноевропеистика към Юнивърсити колидж Лондон (UCL School of Slavonic and East European Studies) от 2009 до 2013 г.
Автор е на статии в областта на сравнителната литературна история, готическия роман, литература и национализъм, литературния канон и взаимоотношенията между литературата и киното.

## Награди
- 1999 г. – Годишна награда на списание Език и литература за най-добра литературоведска публикация.

## Произведения

### Монографии
- Готическият роман. Генеалогия, жанр, естетика. София: Еднорог, 2004.[1], [2]
- Литература и идентичност: преображения на другостта. София: „УИ „Св. Климент Охридски“, 2005.

### Съставителство
- Четенето в епохата на медии, компютри и Интернет. Сборник с доклади от Международната конференция в чест на проф. Волфганг Изер (София, 2000). Съсъставител заедно с Александър Кьосев. София: Фигура, 2003.[3]
- Идентичности. Отражения. Игри. Юбилеен сборник в чест на проф. дфн Симеон Хаджикосев. Съсъставител заедно с Клео Протохристова и Амелия Личева. София: УИ „Св. Климент Охридски“, 2004.
- Петър Увалиев. Пет минути с Петър Увалиев. Радиобеседи - Част 1. Съставител и под общата редакция на Христина и Огнян Ковачеви. София: АГАТА-А, 2015[4].
- Петър Увалиев. Пет минути с Петър Увалиев. Радиобеседи - Част 2. Съставител и под общата редакция на Христина и Огнян Ковачеви. София: АГАТА-А, 2020.

### Преводи
- Джордж Оруел. Есета. Варна: Галактика, 1994.
- Питър Стайнър. Руският формализъм. Метапоетика. Шумен: Глаукс, 1995.
- (ред.) Едмънд Бърк. Философско изследване на произхода на нашите идеи за възвишеното и красивото. София: Кралица Маб, 2001.[5]
- Уилям Годуин. Нещата, каквито са, или приключенията на Кейлъб Уилямс. София: Алтера, 2010.
- (ред.) Джоузеф Кембъл. Героят с хиляди лица. Превод Милена Иванова. София: Елементи, 2017.